# 945
945 (CMXLV) je bilo navadno leto, ki se je po julijanskem koledarju začelo na sredo.

## Dogodki
- 1. januar

## Rojstva
- Hugo Veliki, mejni grof Toskane († 1001)
- Abbon iz Fleuryja, benediktanski opat, svetnik († 1004)